# Fontaine-sur-Maye
Pour les articles homonymes, voir Fontaine et Maye.
Fontaine-sur-Maye est une commune française située dans le département de la Somme, en région Hauts-de-France
Depuis le 13 février 2020, la commune fait partie du parc naturel régional Baie de Somme - Picardie maritime.

## Géographie

### Localisation
Fontaine-sur-Maye est un village picard du Ponthieu.
Limitrophe de Crécy-en-Ponthieu, la commune est située, à vol d'oiseau, à 16 km au nord-est d'Abbeville, 17 km au sud-ouest d'Hesdin-la-Forêt et à 46 km au nord-ouest d'Amiens.
Le territoire de la commune est limitrophe de ceux de quatre communes.
Les communes limitrophes sont  Brailly-Cornehotte, Crécy-en-Ponthieu, Estrées-lès-Crécy et Froyelles.

### Géologie, hydrographie, relief
Le sol est surtout silico-calcaire sauf au nord où il est plutôt argilo-siliceux. Sous une mince couche arable, on trouve principalement du sable pur, de la terre glaise ou de la marne.
Au nord-est et au sud-ouest, la marne affleure par endroits.
La Maye ne source plus de façon permanente à Fontaine (1899). Elle prend sa source à 1 200 mètres environ du village, entre ce dernier et Crécy-en-Ponthieu.
La vallée de la Maye se ramifie en plusieurs petits vallons.
L'étroit plateau, au nord de la commune, sépare les vallées de l'Authie et de la Maye.
Au nord-est, le point culminant de la commune permet de découvrir les villages et bois environnants.

### Hydrographie

#### Réseau hydrographique
La commune est située dans le bassin Artois-Picardie. Elle est drainée par.
La Maye, d'une longueur de 38 km, prend sa source dans la commune ,à l'altitude de 40 mètres, et se jette  dans la baie de Somme en limite des communes de Saint-Quentin-en-Tourmont et du Crotoy, après avoir traversé dix communes.

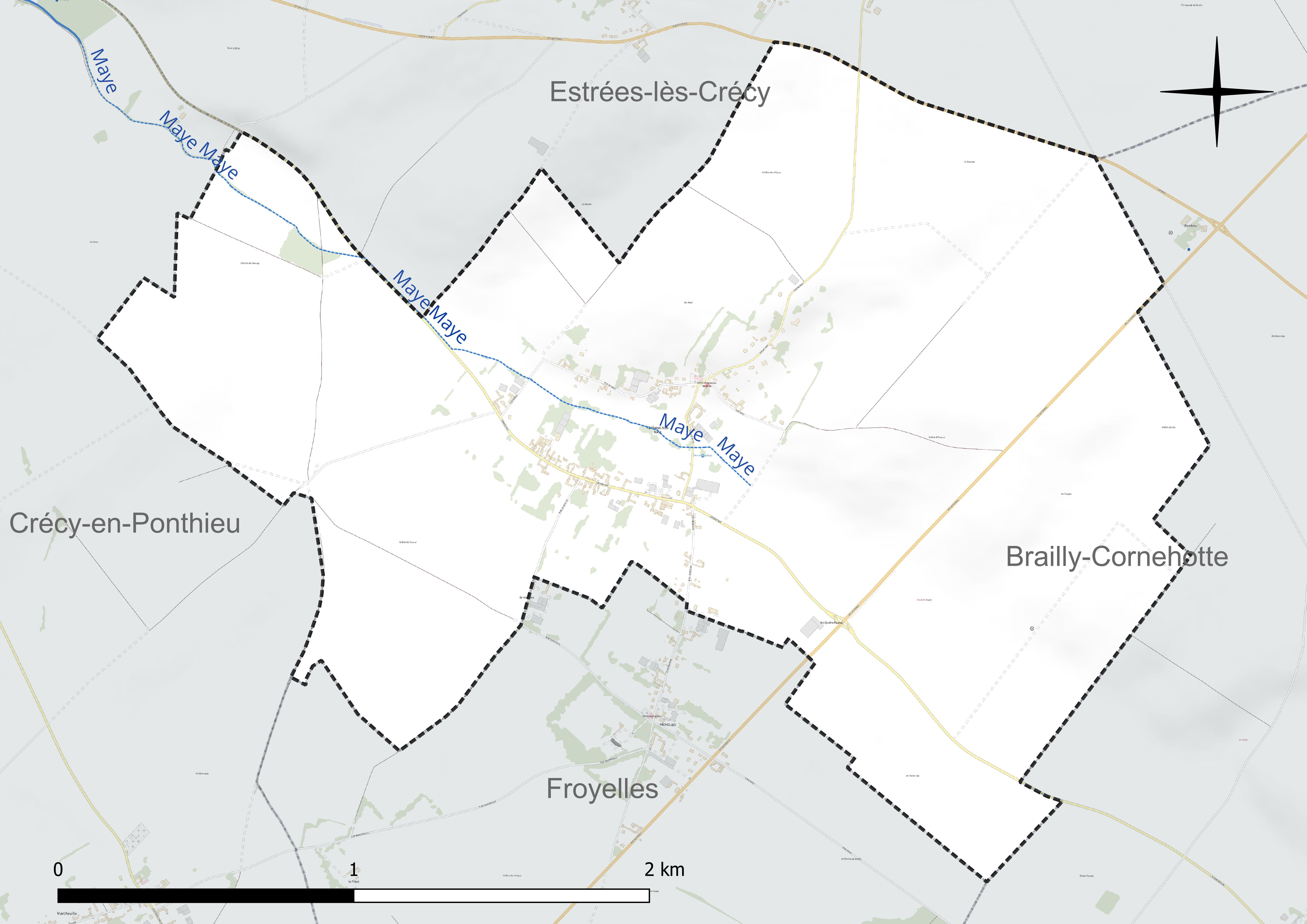
Réseau hydrographique de Fontaine-sur-Maye.

#### Gestion et qualité des eaux
Le territoire communal est couvert par le schéma d'aménagement et de gestion des eaux (SAGE) « Somme aval et Cours d'eau côtiers ». Ce document de planification concerne un territoire de 1 835 km2 de superficie, délimité par le bassin versant de la Somme canalisée. Le périmètre a été arrêté le 29 avril 2010 et le SAGE proprement dit a été approuvé le 6 août 2019. La structure porteuse de l'élaboration et de la mise en œuvre est le syndicat mixte d'aménagement hydraulique du bassin versant de la Somme (AMEVA).
La qualité des cours d'eau peut être consultée sur un site dédié géré par les agences de l'eau et l'Agence française pour la biodiversité.

### Climat
Pour des articles plus généraux, voir Climat des Hauts-de-France et Climat de la Somme.
En 2010, le climat de la commune est de type climat océanique franc, selon une étude du CNRS s'appuyant sur une série de données couvrant la période 1971-2000. En 2020, Météo-France publie une typologie des climats de la France métropolitaine dans laquelle la commune est exposée à un climat océanique et est dans la région climatique Côtes de la Manche orientale, caractérisée par un faible ensoleillement (1 550 h/an) ; forte humidité de l'air (plus de 20 h/jour avec humidité relative > 80 % en hiver), vents forts fréquents.
Pour la période 1971-2000, la température annuelle moyenne est de 10,6 °C, avec une amplitude thermique annuelle de 13,2 °C. Le cumul annuel moyen de précipitations est de 849 mm, avec 12,4 jours de précipitations en janvier et 8,4 jours en juillet. Pour la période 1991-2020, la température moyenne annuelle observée sur la station météorologique la plus proche, située sur la commune d'Abbeville à 16 km à vol d'oiseau, est de 11,0 °C et le cumul annuel moyen de précipitations est de 806,2 mm,. Pour l'avenir, les paramètres climatiques de la commune estimés pour 2050 selon différents scénarios d'émission de gaz à effet de serre sont consultables sur un site dédié publié par Météo-France en novembre 2022.

## Urbanisme

### Typologie
Au 1er janvier 2024, Fontaine-sur-Maye est catégorisée commune rurale à habitat dispersé, selon la nouvelle grille communale de densité à sept niveaux définie par l'Insee en 2022.
Elle est située hors unité urbaine. Par ailleurs la commune fait partie de l'aire d'attraction d'Abbeville, dont elle est une commune de la couronne,. Cette aire, qui regroupe 73 communes, est catégorisée dans les aires de 50 000 à moins de 200 000 habitants,.

### Occupation des sols
L'occupation des sols de la commune, telle qu'elle ressort de la base de données européenne d'occupation biophysique des sols Corine Land Cover (CLC), est marquée par l'importance des territoires agricoles (95,3 % en 2018), une proportion identique à celle de 1990 (95,3 %). La répartition détaillée en 2018 est la suivante : 
terres arables (83,6 %), prairies (11,7 %), zones urbanisées (4,7 %). L'évolution de l'occupation des sols de la commune et de ses infrastructures peut être observée sur les différentes représentations cartographiques du territoire : la carte de Cassini (XVIIIe siècle), la carte d'état-major (1820-1866) et les cartes ou photos aériennes de l'IGN pour la période actuelle (1950 à aujourd'hui).

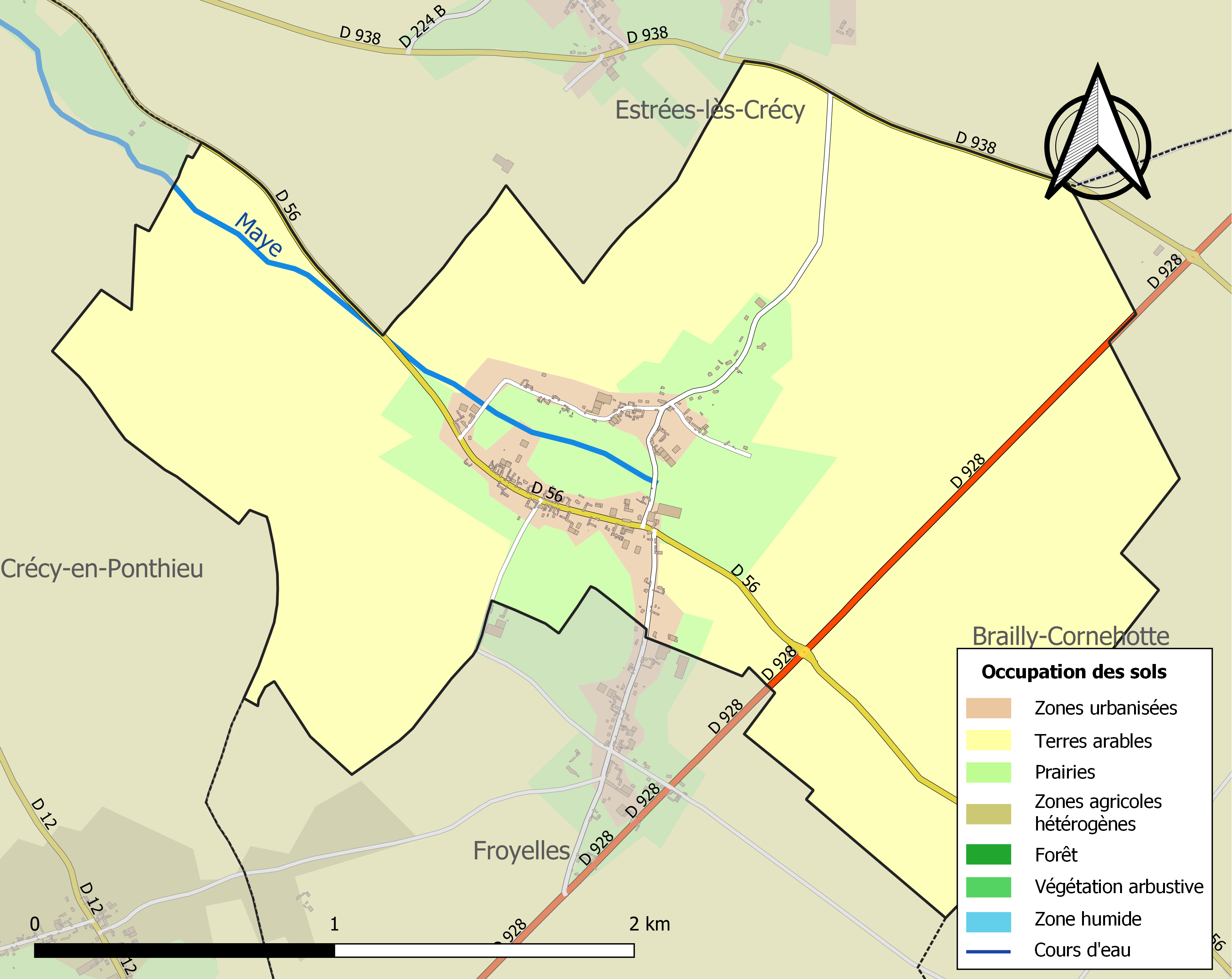
Carte des infrastructures et de l'occupation des sols de la commune en 2018 (CLC).

### Voies de communications et transports
La localité est desservie par la ligne de bus n°16 (Hesdin - Abbeville) du réseau Trans'80, Hauts-de-France. La société Voyages Dumont effectue le service chaque jour sauf pendant les vacances scolaires, le dimanche et les jours fériés.

## Toponymie
Fontanae est cité en 851 lors de la donation d'Angilvin à l'évêque d'Amiens ; Fontanæ supra Maïam en 1121 et en 1138 ; Fontanæ super Maiam en 1215 ; Fontaines supra Mare en 1301 ; Fontaine-sur-Maye en 1507 ; Fontaines en 1561 ; Fontaines-sur-Maye en 1561 ; Fontaine-sous-Maye — Fonteine en 1646 ; Fonts-sur-Mer en 1648 ; Fonts-sur-Maye ; Fontaine en 1710 ; Fontaine-sur-Maïe en 1733.
La Maye est un fleuve côtier du nord de la France qui se jette en baie de Somme, dans le Marquenterre, et le département de la Somme, dans l'ancienne région Picardie, intégrée dans les Hauts-de-France.

## Histoire

### Antiquité
Une voie romaine dénommée chaussée Brunehaut passe au nord du territoire.

### Moyen Âge
L'église et la création d'un fief seigneurial semblent dater de l'époque gallo-franque.
Guillaume de Talvas octroie la charte de Crécy en 1194. Il est spécifié que les habitants de Fontaine sont considérés comme bourgeois de Crécy, comme ceux de Machy et Machiel.
Le premier seigneur relevé est Pierre de Beaufort en 1345.

### Temps modernes
On voit encore dans la vallée des Clercs, les larges fosses où les habitants de Fontaine furent chargés d'enterrer les morts lors de la défaite de Crécy, en août 1346. Les moines de l'abbaye de Valloire relevèrent les blessés et les soignèrent dans leur domaine de Crécy-Grange.
Séparée des possessions espagnoles par la seule Authie, Fontaine reçut souvent la visite des troupes ennemies pendant la période qui opposa l'Espagne et la France. Le village est dévasté en 1635 et 1636.
Les cahiers de doléances de la collectivité, rédigés en 1789, traduisent les difficultés rencontrées pour permettre une survie du peuple local.
La Révolution attribue à la commune 22 hectares de terres autrefois possédées par les chevaliers hospitaliers. Ces terres appartiennent en 1899 à l'hospice de Rue.

## Politique et administration
| Période                                  | Période                      | Identité              | Étiquette | Qualité     |
| ---------------------------------------- | ---------------------------- | --------------------- | --------- | ----------- |
| Les données manquantes sont à compléter. |                              |                       |           |             |
| 1965                                     | 1995                         | Michel Renault        |           | agriculteur |
| 1995                                     | 2020                         | Gilles Duval,         | UMP       |             |
| 2020                                     | En cours (au 8 octobre 2020) | M. Dominique Miramont |           |             |

## Population et société

### Démographie
L'évolution du nombre d'habitants est connue à travers les recensements de la population effectués dans la commune depuis 1793. Pour les communes de moins de 10 000 habitants, une enquête de recensement portant sur toute la population est réalisée tous les cinq ans, les populations de référence des années intermédiaires étant quant à elles estimées par interpolation ou extrapolation. Pour la commune, le premier recensement exhaustif entrant dans le cadre du nouveau dispositif a été réalisé en 2008.

En 2022, la commune comptait 159 habitants, en évolution de −2,45 % par rapport à 2016 (Somme : −1,26 %, France hors Mayotte : +2,11 %).
| 1793 | 1800 | 1806 | 1821 | 1831 | 1836 | 1841 | 1846 | 1851 |
| ---- | ---- | ---- | ---- | ---- | ---- | ---- | ---- | ---- |
| 367  | 328  | 363  | 408  | 412  | 385  | 397  | 392  | 401  |

| 1856 | 1861 | 1866 | 1872 | 1876 | 1881 | 1886 | 1891 | 1896 |
| ---- | ---- | ---- | ---- | ---- | ---- | ---- | ---- | ---- |
| 368  | 368  | 378  | 371  | 309  | 287  | 277  | 285  | 265  |

| 1901 | 1906 | 1911 | 1921 | 1926 | 1931 | 1936 | 1946 | 1954 |
| ---- | ---- | ---- | ---- | ---- | ---- | ---- | ---- | ---- |
| 295  | 289  | 229  | 213  | 208  | 207  | 210  | 216  | 192  |

| 1962 | 1968 | 1975 | 1982 | 1990 | 1999 | 2006 | 2008 | 2013 |
| ---- | ---- | ---- | ---- | ---- | ---- | ---- | ---- | ---- |
| 187  | 191  | 157  | 151  | 139  | 129  | 148  | 153  | 161  |

| 2018 | 2022 | - | - | - | - | - | - | - |
| ---- | ---- | - | - | - | - | - | - | - |
| 159  | 159  | - | - | - | - | - | - | - |

### Enseignement
La commune dispose d'une école relevant de l'académie d'Amiens, en zone B, accueillant 29 élèves pour l'année scolaire 2016-2017.
En septembre 2019, l'école est fermée. Les élèves relèvent du regroupement concentré à Gueschart.

## Culture locale et patrimoine

### Lieux et monuments
- Église Saint-Martin.
- Les sources de la Maye.
- Croix de pierre du roi de Bohême, Jean de Luxembourg, tué lors de la bataille de Crécy, 1346. Elle se trouve sur le chemin dit de l'armée, entre Fontaine et Crécy.
- Deux niches dédiées à la Vierge ont été aménagées dans des murs de propriétés privées[31].

L'église.
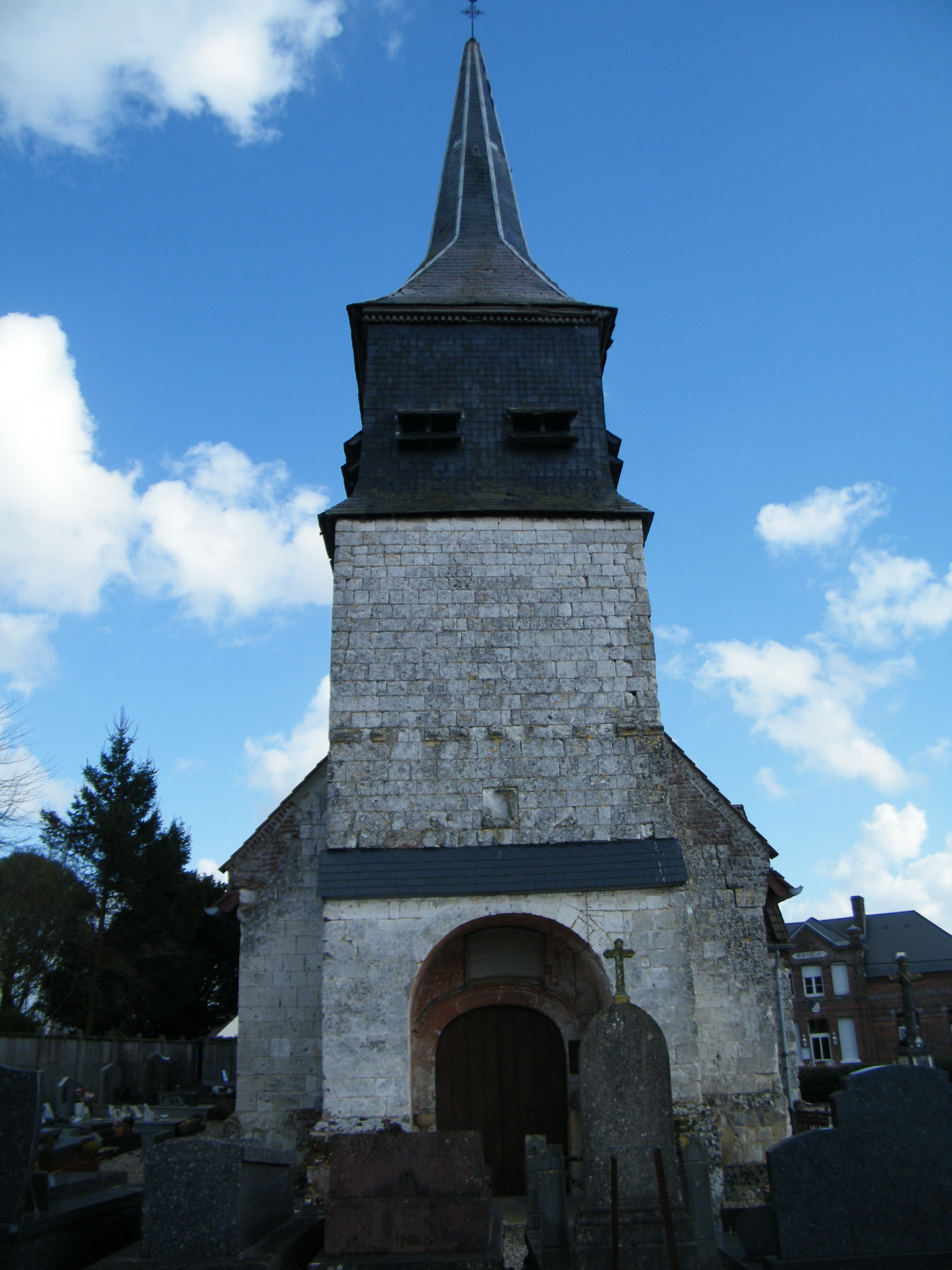
Le clocher.
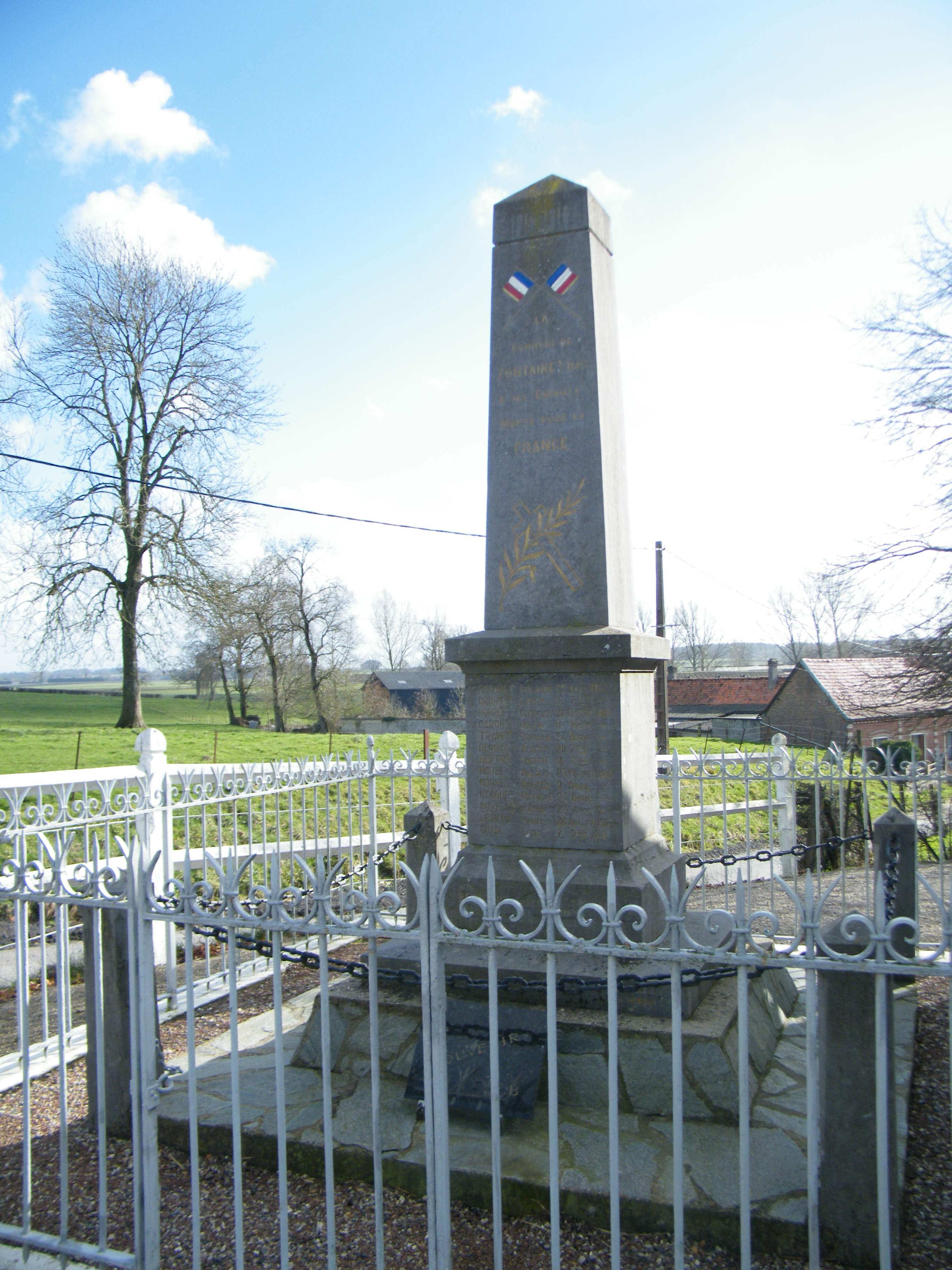
Le monument aux morts pour la patrie.
L'école.
Premiers balbutiements de la Maye, en amont du village, février 2014.

### Personnalités liées à la commune
Pierre-Ignace Dorémus (1760-1838), abbé né à Fontaine, chevalier de la Légion d'honneur, titulaire du canonicat de Saint-Denis.
Ringart, père et fils, qui furent exécutés à Abbeville pour assassinat.